# Pardosa inopina
Pardosa inopina là một loài nhện trong họ Lycosidae.
Loài này thuộc chi Pardosa. Pardosa inopina được Octavius Pickard-Cambridge miêu tả năm 1876.